# Président Dal Piaz (paquebot de 1929)
Lancé en 1929 pour la Compagnie générale transatlantique, le Président Dal Piaz sera coulé durant la Seconde Guerre mondiale après avoir été saisi par l'occupant.

## Histoire

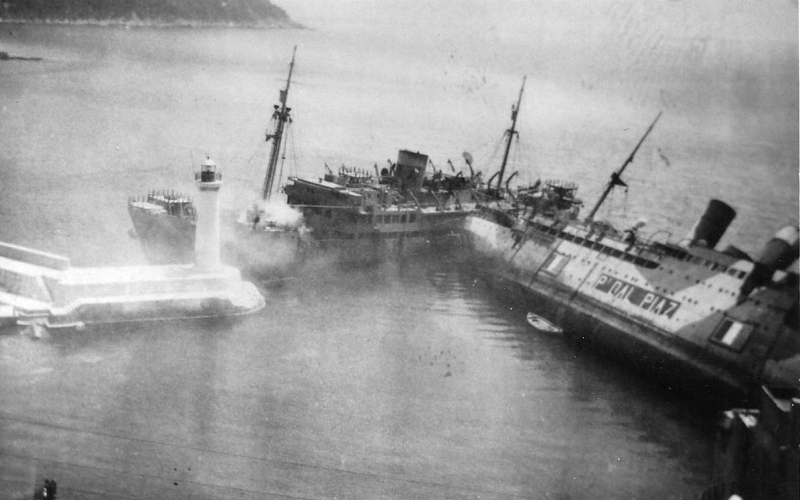
le Président Dal Piaz (sur la droite) dans le port de Cassis en 1944

Le Président Dal Piaz est lancé le 26 janvier 1929 et est mis en service en mai 1929 pour la Compagnie générale transatlantique sur la ligne de l'Afrique du Nord au départ de Marseille.
Il est nommé ainsi en l'honneur de John Dal Piaz, président de la compagnie de 1920 jusqu'à sa mort en 1928.
Réquisitionné le 04 novembre 1939, il intègre la flotte de Vichy après l'armistice.
Le 23 juillet 1940, il va alors servir de transport de troupe en rapatriant 678 marins français d'Oran vers Marseille.
Il est ensuite remis aux Allemands le 19 novembre 1942 et prend le nom d'Amalfi après avoir été transféré aux Italiens le 22 février 1943.
Il est alors utilisé comme transport de troupe.
En septembre 1943, il repasse sous contrôle allemand après l'armistice italien et est rendu à Vichy en février 1944. Il est alors renommé comme à son origine.
Cependant, le 14 juin 1944, il est de nouveau saisi par l'occupant qui le saborde dans la matinée du 22 juin tout comme le Sampiero Corso pour bloquer l'entrée du port de Cassis. Il est de plus torpillé le même jour par le sous marin de la Royal Navy HMS Universal qui pensait voir un convoi allemand.
Après la guerre, le Sampiero Corso sera renfloué et reprendra son service sur la ligne de la Corse. Le Président Dal Piaz, trop endommagé, sera quant à lui démonté sur place entre 1945 et 1946.

## Croisières
Le Président Dal Piaz a fait quelques croisières durant sa période d'activité.

 En voici une liste non exhaustive :
- croisière aux iles de la mer Tyrrhénienne du 25 mars au 2 avril 1937
- croisière en Corse et en Italie du 15 au 18 mai 1937
- croisière en méditerranée occidentale du 14 au 24 aout 1937
- croisière en méditerranée occidentale du 14 au 23 aout 1938
- croisière en Corse, Corfou, Malte et Tunisie du 6 au 16 avril 1939
- croisière Dalmatie et Tunisie du 12 au 22 aout 1939